# Villa Godi
Villa Godi Malinverni is een van de oudste bewaard gebleven villa's van de Italiaanse architect Andrea Palladio. De villa werd ontworpen voor Giraldo Godi en werd in 1542 gebouwd in Lugo di Vicenza, met een prachtig uitzicht over de vallei van de Astico. Aangezien het een vroeg werk van Palladio is (voor zijn verblijf in Rome en de daar bijbehorende invloeden van de klassieke Romeinse bouwstijl), bevat het nog niet alle kenmerken van de latere villa's van Palladio en mist het nog de meer samenhangende bouw van de kern en de bijgebouwen. Het hoofdgebouw is "teruggetrokken" gebouwd tussen de bijgebouwen (barchessa's) en bevat muurschilderingen en fresco's van bekende schilders als Padovano, Zelotti en del Moro.
Villa Godi werd als onderdeel van Vicenza en de Palladiaanse villa's in Veneto door de commissie voor het Werelderfgoed erkend als UNESCO werelderfgoed. Vicenza en drie villa's werden in 1994 tijdens de 18e sessie van de Commissie voor het Werelderfgoed bijgeschreven op de werelderfgoedlijst. 22 bijkomende villa's, waaronder de  Villa Godi werden tijdens de 20e sessie in 1996 erkend.
Stad Vicenza en de Palladiaanse villa's van Veneto · Villa Trissino (Cricoli) · Villa Gazzotti Grimani · Villa Almerico Capra, La Rotonda · Villa Angarano · Villa Caldogno · Villa Chiericati · Villa Forni Cerato · Villa Godi · Villa Pisani · Villa Poiana · Villa Saraceno · Villa Thiene · Villa Trissino · Villa Valmarana · Villa Valmarana · Villa Badoer, La Badoera · Villa Barbaro · Villa Emo · Villa Zeno ·  Villa Foscari, La Malcontenta ·  Villa Pisani · Villa Cornaro ·  Villa Serego · Villa Piovene